# Quzi, Gansu
Quzi är en köping i nordvästra Kina. Den ligger i Huan härad i Qingyang i provinsen Gansu, omkring 330 kilometer öster om provinshuvudstaden Lanzhou. Antalet invånare är 23 622. Befolkningen består av 11 747 kvinnor och 11 875 män. Barn under 15 år utgör 17,0 %, vuxna 15-64 år 73 %, och äldre över 65 år 8,0 %.